# Mullvadsockupationen

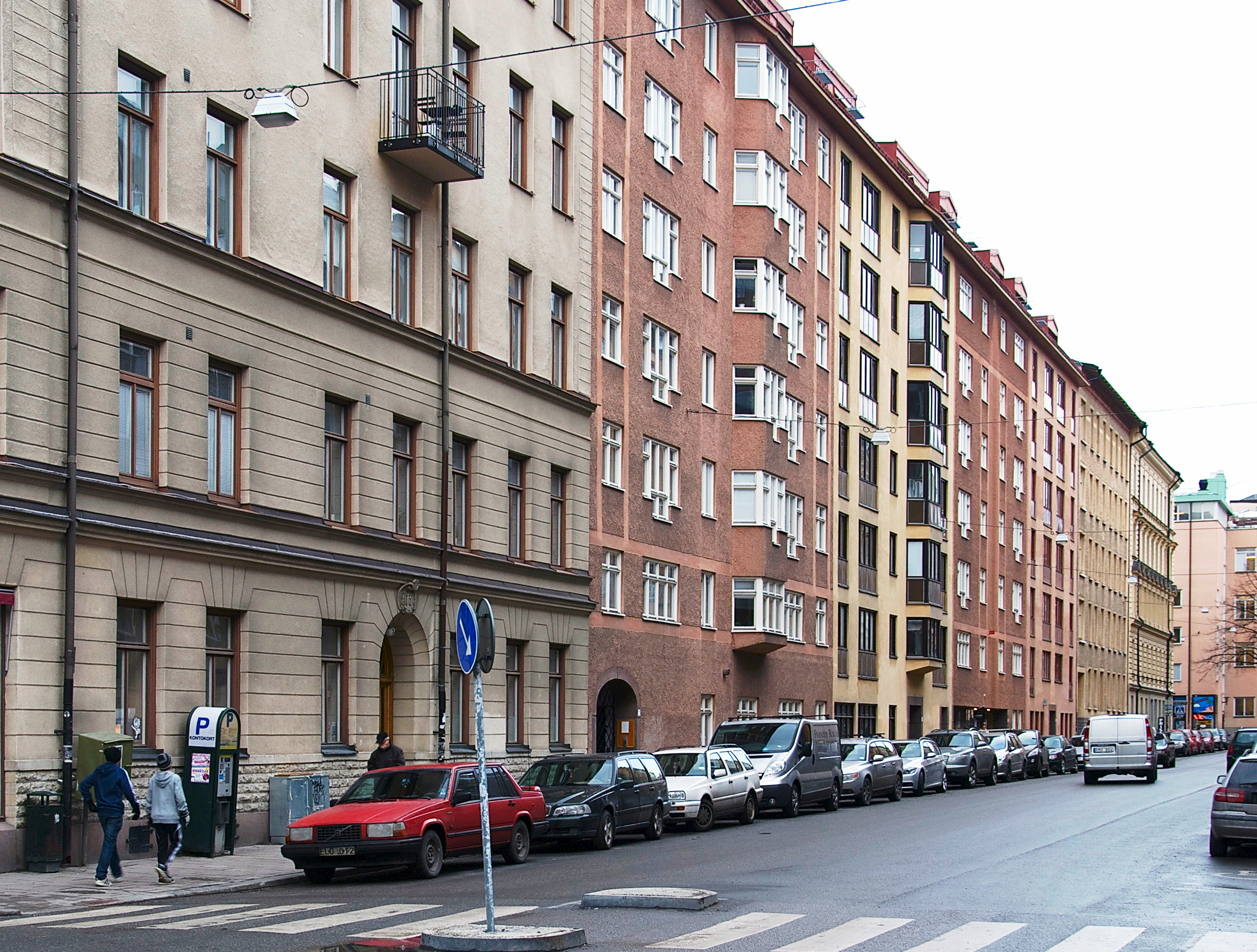
De fyra nya bostadshusen som byggdes efter rivningen.

Mullvadsockupationen var en ockupation av fyra bostadshus i kvarteret Mullvaden på Krukmakargatan på Södermalm i Stockholm. Ockupationen inleddes den 31 oktober 1977 och avslutades med att polisen stormade husen den 20 september 1978. Ockupanterna ville med aktionen hindra att husen revs. Svenska bostäder motiverade sina rivningsplaner med att husen höll på att sjunka och att en renovering skulle bli alldeles för kostsam.
Omkring 300 personer deltog på olika sätt i ockupationen av de fyra hyreshusen. De stöddes av organisationen "Mullvadens vänner" och av Alternativ stad. I en opinionsundersökning året efter utnämndes ockupanterna till en av landets största opinionsbildare.
Teatergruppen Jordcirkus deltog i ockupationen och tog initiativet till uppförandet av den kollektiva gatumusikalen "Mullvadsoperan". Operan hade premiär 26 augusti 1978 och gavs samma år ut på skiva.
Knappt två timmar efter att polisen tvingat ut ockupanterna den 20 september 1978 började Svenska bostäder riva husen. År 1981 stod de nybyggda hyresrätterna färdiga. 20 år senare, 2001, köptes fastigheten av bostadsrättsföreningen Brf Ockupanten, vars namn tillkom med anledning av historiken.